# Glaciar de Kolka
El Glaciar de Kolka (en ruso: Колка ; osetio: Хъолхъа) es un glaciar en Osetia del Norte, en la Federación de Rusia, cerca del monte Kazbek, conocido por sus propiedades crecientes. El más reciente y potente aumento tuvo lugar el 20 de septiembre de 2002, resultando en la muerte de al menos 125 personas, entre ellas la del actor y director ruso Sergei Bodrov, Jr. junto a su equipo de rodaje.
Hay sólo un pequeño número de glaciares en la cuenca del río Genaldon, el más grande de Maili tiene aproximadamente 6,8 kilómetros cuadrados (2,6 millas cuadradas) en el área. El glaciar Kolka, situado al lado de Maili, es un glaciar de circo / valle, con algunas partes colgantes. El Kolka se alimenta por las avalanchas y derrumbes de neviza y hielo durante todo el año.